# Xanthocryptus lugubris
Xanthocryptus lugubris är en stekelart som beskrevs av Cheesman 1936. Xanthocryptus lugubris ingår i släktet Xanthocryptus och familjen brokparasitsteklar. Inga underarter finns listade i Catalogue of Life.